# Krista Vernoff
Krista Vernoff, née en 1972, est une scénariste, productrice de télévision américaine.

## Biographie

### Formation
Krista Vernoff est diplômée en 1993 au Boston University College of Fine Arts, où elle souhaite devenir actrice. Après avoir obtenu son diplôme, elle se tourne finalement vers l'écriture.

### Carrière
La majeure partie du travail de Krista Vernoff a lieu dans le monde de la télévision, comme scénariste et coproductrice pour des séries télévisées ou des téléfilms. 

## Filmographie

### Télévision
- 1999 : New York, police judiciaire (saison 10, épisode Sundown)
- 2000-2004 : Charmed
- 2004 : Wonderfalls
- Depuis 2005 : Grey's Anatomy
- 2011-2013 : Private Practice
- 2013-2017 : Shameless
- Depuis 2020 : Grey's Anatomy : Station 19

### Théâtre
- 2006 : Me, My Guitar, and Don Henley[3]